# Balón de Oro africano
El Balón de Oro africano fue un premio futbolístico individual que, entre 1970 y 1994, cada año otorgó la revista France Football al mejor futbolista del fútbol africano. En la elección se tenían en cuenta los méritos contraídos por los futbolistas a lo largo de todo el año, tanto defendiendo a su club como a su selección nacional. El jurado lo componían periodistas especializados.
France Football dejó de entregar el Balón de Oro africano en 1995 cuando decidió que el Balón de Oro europeo se podría entregar a cualquier jugador que militase en un club europeo, aunque el jugador no fuese europeo de nacimiento.
Ante la desaparición del Balón de Oro africano, el premio "Futbolista africano del año" (entregado por la Confederación Africana de Fútbol) se convirtió en el trofeo futbolístico individual más prestigioso del fútbol africano.
El ghanés Abédi Pelé fue, con tres galardones, el futbolista que en más ocasiones fue premiado con el Balón de Oro, por delante de los cameruneses Roger Milla, Thomas N'Kono y del liberiano George Weah, que lo consiguieron en dos ocasiones.

## Palmarés

### Jugadores con más trofeos

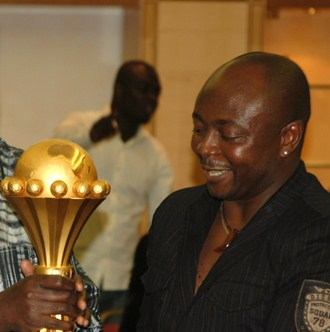
Abédi Pelé, máximo ganador del premio.

| Jugador       | Títulos | Primero | Último |
| ------------- | ------- | ------- | ------ |
| Abédi Pelé    | 3       | 1991    | 1993   |
| Thomas N'Kono | 2       | 1979    | 1982   |
| Roger Milla   | 2       | 1976    | 1990   |
| George Weah   | 2       | 1989    | 1994   |

### Selecciones más premiadas
| Selección | Títulos | Primero | Último |
| --------- | ------- | ------- | ------ |
| Camerún   | 6       | 1976    | 1990   |
| Ghana     | 5       | 1971    | 1993   |
| Marruecos | 3       | 1975    | 1986   |
| Argelia   | 2       | 1981    | 1987   |
| Liberia   | 2       | 1989    | 1994   |

- Datos: Q12156045